# 청주예술의전당
청주예술의전당(淸州藝術의殿堂)은 충청북도 청주시 서원구 흥덕로 69에 위치한 복합 문화예술 공간이다. 1995년 4월 10일에 준공해 개관했으며, 청주시청 소속 부서인 청주시 문화예술체육회관에서 관리하고 있다.
한때 서울 예술의 전당과 명칭이 비슷하여 개칭 논란이 일기도 했으나, 공식적인 개칭 계획이 수립된 적은 없다.

## 시설 소개
대공연장
총 좌석 수 1493석~1508석의 다목적 공연장으로, 콘서트와 오페라, 발레, 연극, 뮤지컬, 창극 등의 다양한 공연이 개최된다. 이외에도 청주시나 충청북도에서 주관하는 각종 기념식 행사나 강연회, 공청회 등이 열리고 있다.
소공연장
296석~400석의 가변식 객석을 보유한 공연장으로, 무대의 배치도 바꿀 수 있어 실내악이나 독주회, 독창회, 국악 공연 등 다양한 형태의 소규모 공연이 가능하다.
회의실
회의 전용 공간으로, 가변식 좌석과 단상, 통역 시설 등이 갖추어져 있다.
전시실
대전시실과 두 개의 소전시실로 구분되는 전시용 공간으로, 회화와 사진, 서예, 조각품, 공예품 등의 전시회가 개최되고 있다.
그 외 시설
출연자들을 위한 분장실과 연습실 등이 부대 시설로 마련되어 있으며, 미취학 아동 동반 관객들을 위한 어린이 놀이방이 있다.

## 상주 단체
청주시 소속 시립 예술단인 청주시립교향악단과 청주 시립 합창단, 청주 시립 국악단, 청주 시립 무용단이 입주해 있다.